# Потій Іван Васильович
Іван Васильович Потій (нар. 10 серпня 1955, хутір Синожаття (нині приєднаний до села Кушлин) Кременецького району Тернопільської області — поет, публіцист, громадський діяч. Член НСПУ (2006).

## Біографія
Іван Васильович народився 10 серпня 1955 року на хуторі Синожаття (нині приєднаний до села Кушлин) Кременецького району Тернопільської області.
Закінчив Тернопільський фінансово-економічний інститут (1976, нині ЗУНУ).
Працював у Молдові, на Далекому Сході, кореспондентом газети «Амурська нива» Біробіджанського району Хабаровського краю (нині — Російська Федерація), від 1983 - на підприємствах (м.Кременець і м.Почаїв).
Від 2001 — голова будівельного кооперативу «Наш дім», а з 2004 — директор ТзОВ «Куличівка» (спорудження житла, завершення довгобудівель) у м. Кременець.

## Творча діяльність
Співініціатор створення обласного літературно-просвітницького товариства «Галицько-Волинське братство», заступник голови цієї організації, головний редактор літературно-мистецького альманаху «Курінь».
Вірші і статті опубліковані в українських часописах, колективних збірках та альманахах і в періодиці Російської Федерації та Молдови.

### Збірки
- «Манівцями» (1992)
- «Прикутий» (1998)
- «Борги» (2001)
- «Надія» (2003)
- «Сліди» (2005)
- «Ловитва вітру» (2007, спільно із І. Дем'яновою)
- «Ми…: Десять років любові» (2011)
- «Засвіт. Поезії»[1]